# Galeus sauteri
Galeus sauteri és una espècie de peix de la família dels esciliorrínids i de l'ordre dels carcariniformes.

## Morfologia
- Els mascles poden assolir 38 cm de longitud total.[1][2]

## Hàbitat
És un peix marí que viu entre 60-90 m de fondària.

## Distribució geogràfica
Es troba al Japó, Taiwan i les Filipines.